# 廷利帕克
廷利帕克是位於美國伊利諾伊州庫克縣和威爾縣的一個村落。

## 地理
廷利帕克的座標為41°34′26″N 87°48′14″W / 41.57389°N 87.80389°W，而該地最高點為海拔高度213米（即699英尺）。

## 人口
根據2010年美國人口普查的數據，廷利帕克的面積為41.77平方千米，當中陸地面積為41.74平方千米，而水域面積為0.03平方千米。當地共有人口56703人，而人口密度為每平方千米1,357人。